# Уметничко клизање
Уметничко клизање је зимски спорт у којима индивидуалци, парови, или групе људи изводе скокове, пируете, и остале потезе на леду, често праћени музиком. Клизачи се такмиче у више нивоа, од почетника до професионалца, на националним и међународним такмичењима. Међународна клизачка организација (ISU) одређена је за такмичења и суђења на њима. Уметничко клизање спада у једно од одабраних спортова на Зимским олимпијским играма.
Главна међународна такмичења већином организује лично ISU. У то се укључује Зимске олимпијске игре, Светско првенство у уметничком клизању, ИСУ Гран при, Европско првенство у уметничком клизању и првенство Четири континента.
Сам спорт је такође уско повезан и са шоу бизнисом. Главна такмичења укључују егзибиције у којима најбољи клизачи изводе тачке по избору, без икаквих забрана и ограничења пред публиком. Многи клизачи данас, и током каријере, као и после ње, клизају и учествују у клизачким егзибицијама и представама обично по завршетку годишње клизачке сезоне (обично у лето и пролеће).

## Историјат
Уметничко клизање је настало средином 19. века када се израђују прве Халифакс клизаљке прво од гвожђа па после и од челика. До тада су се људи клизали уз помоћ клизаљки направљених од дрвета или костију а у Европи се највише развио у Холандији која, богата каналима, развила овај стил као брзи метод превозног средства преко зиме. Убрзо клизање постаје део рекреације, забаве и на крају спорта па су остали записи да су се још средином 18. века организовале трке у брзини које су се касније прошириле на друге земље као што су Енглеска, Шкотска, Шведска, Норвешка, Немачка, Аустроугарска и Русија.
Иако се првим клизачем уметничком клизања сматра Енглез Роберт Џоунс који је живео у 18. веку и написао књигу о основним фигурама на леду, за настанак званичне форме клизања и стила заслужан је амерички клизач Џексон Хејнскоји је представио своје слободне и задивљујуће технике средином 1860-их. Упркос популарности у Европи, Хејнов „Интернационални стил“ није дошао до Америке све до касно после његове смрти.
Међународна клизачка организација је основана 1892. Прво Европско првенство, тада само за мушкарце, је одржано 1891. док је Прво светско првенство одржано 1896. године где је први освајач био Гилберт Фукс. Меџ Сајерс је била прва жена која се такмичила на Светском првенству 1902, а такмичење је завршила као другопласирана. ИСУ је одмах после тога забранио женама такмичење против мушкараца, али је зато 1906. основао одвојено такмичење намењено женама. Такмичење спортских парова је први пут уведено 1908. на Светском првенству, где су победили Ана Хиблер и Хајнрих Бургер. Прве олимпијске игре са уметничким клизањем као стандардном дисциплином одржане се исте године.
Током 20. марта, 1914. међународно клизачко такмичење је одржано у Њу Хејвену у Конектикату. Оно је претходило каснијим националним такмичењима у САД и Канади.
Током 1920-их и 1930.их година, клизачком сценом је доминирала Соња Хени, која је развила и искористила такмичарски успех да би започела и професионалну каријеру филмске звезде и клизача на турнеји. Хени је такође дизајнирала костиме за женске клизачице уводећи кратке хаљинице и беле сличуге чиме је промовисала клизање као гламурозни спорт. Тих година у мушкој конкуренцији најбољи су били Гилис Графстрем и Карл Шефер.
Клизачка такмичења су била прекинута током Другог светског рата. После рата клизачком сценом су почели да доминирају клизачи из САД и Канаде, које су увели неке нове техничке иновације. Дик Батон, олимпијски шампион 1948. и 1952, био јр први клизач који је извео двоструки аксел као и троструки луп, као и тада непознату пируету flying camel.
Прво Светско првенство у дисциплини плесних парова одржало се тек 1952. У првим годинама, у плесу су убедљиво доминирали британски клизачи. Први освајачи клизачких титула у плесу били су Џин Вествуд и Лоренс Деми.
Дана 15. фебруара, 1961, цео тим уметничких клизача Сједињених Америчких Држава је погинуо у авионском удесу изнад Брисела, Белгија на путу за Светско првенство који је требало да се одржи у Прагу. Ова трагедија знатно је уназадила америчку клизачку сцену која је морала опет да се наново изграђује.
У истом тренутку, Совјетски Савез постаје доминантна сила у овом спорту, нарочито у спортским и плесним дисциплинама. На свим Зимским олимпијским играма од 1964. до данашњег дана, совјетски (касније руски) парови освајали су злато. На Олимпијским играма у Солт Лејк Сиитју 2002. Руси Јелена Бережнаја и Антон Сихарулидзе поделили су злато са канадским паром који су чинили Џејми Сејл и Давид Пелетје, чиме је прекинут низ узастопних победа Русије.
Обавезни елементи формално је обухватало 60 посто од укупне оцене у појединачној конкуренцији, што је нажалост значило да би клизачи који направе себи велико вођство на почетку такмичења могли освојити злато, чак и ако би слабије извели слободни програм. Како је телевизија почела да прати и извештава са клизачких догађаја, читаво клизање је постало више од озбиљног спорта. Почетком 1968, ИСУ почиње ригорозније да контролише телесну тежину такмичара, а 1973, уведен је први пут кратки програм. Мидори Ито је 1990. извела троструки аксел ушавши у историју као прва жена која је то успела, док је Курт Браунинг као мушкарац први извео четвороструки окрет.
Уметничко клизање је веома популаран и важан део Зимских олимпијских игара, у којима елеганција и грациозност, што учесника, а што и њихових покрета привлачи и дан данас веома велику пажњу и одушевљење огромног броја навијача. Оно што такође није изненађујуће је да је чињеница да најбољи клизачи показују исте психичке и психолошке атрибуте као и гимнастичари. Већина најбољих клизача долази баш из Русије и САД које су већ традиционално јаке у том спорту.

## Опрема
Клизаљке уметничких клизача се видно разликују од хокејашких. Осим што су много мање и једноставнијих сечива, оне на врху имају такозване "зупце", тј. шпицеве које помажу клизачу да одраде скок или одређене фигуре које би без њих биле немогуће извести. Шпицеви су за клизаче у плесној дисциплини мањи, а и штикла је уједно нижа.
Сечиво клизаљке је заобљено на врху прстију у радијусу од два метра. Данас су оне дизајниране да одржавају што већу могућу клизачку стабилност. Оштрица клизаљки је око 4mm танка. Оштрица је најважнија у читавом спорту, оштра је као жилет (да би могао да сече лед, која је нажалост највише доприносила у повреди клизача) и има две ивице.
Клизаљке уметничких клизача су негде око инч мање тј ниже од осталих клизача у другим дисциплинама, да би могли више да контролишу рад ногу (што је веома важно у плесној дисциплини) као и да би имали више контроле у извођењу других фигура.
Клизаљке се традиционално израђују ручно од више слојева коже али се на тржишту могу наћи и оне од синтетичких материјала са термоизолацијом. Такве клизаљке су више тражене међу клизачима зато што су издржљивије а уједно и лакше па пружају више осећаја од кожних које су брже пропадале од модернијих. Последњи дизајн у изради клизаљки доносе издигнутију пету које дозвољавају већу флексибилност и више слободе. Типична и уобичајена боја клизаљки за мушкарце је обично црна, док девојке најчешће носе беле или боје коже. Иако постоје и дуге боје ове две су стандардне на такмичењима а клизачи неретко навуку чарапу преко клизаљки, како би се уклопила уз костим или збор сигурности са пертлама.
Оштрица је снажно причвршћена за ципелу шрафовима и има две ивице, спољашњу и унутрашњу. Оштрење клизаљки је обавезно као део одржавања што понекад раде професионални оштрачи.
Остала опрема коју клизачи користе укључује и улошке које штите клизача од падова, ублажавајући му пад и бол, нарочито кад учи нови скок. Још један део опреме је и штитник за клизаљке који се ставља на оштрицу кад клизач жели да прошета (нпр. до подијума) када није на леду. Штитник штити оштрицу од прљавштине, рђе и оштећења али и подлогу над којој се хода.

## Костими
Одећа за клизање обухвата хаљину и сукњу за жене, тј. панталоне за мушкарце. За такмичења ови делови одеће могу бити компликовано дизајнирани и могу достићи цене од хиљаду долара што све зависи од врхунског дизајнера. За вежбу, клизачи оба пола користе гамашне или танке флексибилне панталоне. Дебеле специјалне најлонке у боји меса се такође носе у комбинацији са сукњом или хаљином због додатне топлоте и боље естетске квалитете. Женски такмичари су најчешће они који практикују те најлонке, а њихови костими откривају много мање него што се у првом утиску види. Такмичарска одећа и за мушкарце и за жене, нарочито у плесној дисциплини могу бити више отворена што понекад изазива жалбе због "претеране голотиње". Ипак изглед опреме и даље зависи од избора клизача па иако постоје нека ограничења, није забрањена за ношење.
У клизању се оцењује и изглед клизача, тј. костима. При његовом избору такмичари се труде да буде удобан, атрактиван и да не ограничава покрет. Мора да задржава топлоту тела, да се брзо суши и буде растегљива. Код жена у појединачној категорији, сукња мора да буде кратка и покрива само кукове и бутине. У дисциплини плеса препоручује се дужа хаљина због ефекта на леду, а пошто нема скокова, нема опасности за такмичарку.
Од 2004. године дозвољено је женама да носе панталоне иако је до тада било строго приписана само сукња док су мушкарцима дозвољене само панталоне али се ношење хеланки не узима увек за дедукцију.
Ако део костима крене да се распада током програма, њени делови могу угрозити клизача на леду. Због тога веома битно да се из костима избаце перле и други детаљи који би се услед неког покрета могли расути по леду.
Ношење истог костима за парове није строго прописана па спортски (и делом плесни) тимови могу носити потпуно другачије костиме у програму.

## Клизалиште
Клизачка такмичења се обично организују у отвореним или затвореним клизалиштима стандардних димензија. Према ИСУ правилима клизалиште мора бити овалног облика, 60X30 м, тј. не сме бити мањи од 56X26 метара, док температура леда износи -4 °C. Клизалишта у Европи могу бити разних димензија у зависности од града и времена кад су изграђени. Прво клизалиште наменски направљено за уметничко клизање саграђено је 1876. у Лондону под називом Глациаријум. Нешто касније, 1910. у Немачкој изграђено је тада највеће јавно клизалиште Спортпаласт површине 2.44 м². Данас се највећим отвореним клизалиштем сматра Фуђуку Хајленд, изграђен 1967. у Јапану са површином од 165.750 м².

## Дисциплине
Уметничко клизање, као олимпијски спорт, обухвата у себи следеће дисциплине:
- Клизање појединаца, за мушкарце и жене. Клизачи на такмичењима изводе програме уз музику коју су сами, или уз помоћ тренера, изабрали. Након квалификација, такмичење се састоји из два дела: кратког и слободног програма. Кратак програм траје 2 минута и 50 секунди са барем осам обавезних техничких елемената са корацима који их повезују. Слободни програм траје 4 минута у женској и 4 и по минута у мушкој конкуренцији. Обавезни елементи који се морају испунити су: скокови, пируете и кораци. Такмичари се оцењују на основу технике, кореографије, интерпретације, музике, оригиналности избора музике и квалитета извођења.[4]
- Спортски парови је дисциплина која се састоји од тима мушкарца и жене. Обавезни технички елементи за парове обухватају дизање (лифт) у којима се жена држи високо изнад партнерове главе и то у разним варијацијама, зависно од међусобног договора, соло скокове, соло пируете са променом ноге, пируету у пару, "спиралу смрти" (где мушкарац забада врх своје клизаљке у лед, док другу испружи испод партнеркиног тела, коју врти у круг око себе, што је могуће ниже леду) и низ спирала.[4] Пар изводи специфичне елементе само за ту дисциплину као што су скок са бацањем, у ком мушкарац баца партнерку високо, док се она дочека на лед изводећи скок.
- Плесни парови је дисциплина која се исто састоји из мешовитог тима мушкарац/жена. Од спортских парова се разликују првенствено по томе што се више фокусирају на компликоване кораке које се стриктно држе форме плеса и ритма музике више него на акробатске скокове, бацања и подизања. Клизачи имају два обавезна плеса: један оригинални на задату музичку тему и четвороминутни слободни плес уз музику коју бирају сами клизачи. Само такмичење има три фазе које обухвата обавезни плес, оригинални плес и слободни плес. Обавезни плес се бира између 18 плесова која је признала Међународна клизачка федерација. У питању су плесови: аустријски валцер, златни валцер, румба d`amore, ча-ча-ча, силвер самба, миднајт блуз, килијан, јенки полка, квикстеп, пасо добле, румба, аргентински танго, танго романтика, блуз, вестминстерски валцер, бечки валцер, звездани валцер и равенсбургшки валцер. Ови плесови су састављени од низова корака према одређеном шаблону уз музику која има одређен ритам и брзину. Пар мора бити у складу са музиком, музичким изразом и плесним корацима. Овај плес чини 20% крајње оцене. За фазу оригиналног плеса тип, ритам и темпо бира клизачка федерација која услове објављује две године унапред. Клизачи бирају конкретну нумеру и кореографију. Дужину програма одређује ISU на годишњем нивоу мада увек у просеку износи око два и по минута. На такмичењима овај плес чини 30% крајње оцене. Слободанплес је низ корака коју бира пар и траје између 3:50 до 4:10 минута. Њено извођење чини 50% коначне оцене.[4] Упркос недостатку скокова уобичајени за друге дисциплине, плес има најдетаљније могуће оцењивање у чију оцену улазе и веома важни технички елементи. За сада се једино се у плесној дисциплини могу дозволити музичке нумере са вокалима.

Сродни спортови и представе у којима се користе технике уметничког клизања:
- Синхроно клизање, за измешане групе клизача може бити у групи од 12 до 20. У таквом такмичењу синхронизованост свих играча најважнија је, и веома одлучујућа за оцену. Заједно праве формације на леду.
- Такмичење у "обавезним ликовима" у ком клизач користи своје клизаљке да би цртао фигуре на леду, најчешће у облику осмице, као и сличне облике на леду. Ликови су оцењивани су по геометријској тачности кругова, као и по правилности и чистоћи окрета који се изводе, као и по томе да ли је клизач тачно поновио исту фигуру унапред предвиђени број пута. Обавезни ликови су 1990. године били обавезан део такмичења у уметничком клизању, када су укинути на европским и светским првенствима, и затим убрзо нестали и са свих осталих такмичења. Данас се обавезни ликови ретко тренирају и још мање се изводе на такмичењима. САД је последња држава која је задржала такмичење у обавезним ликовима, мада опет, последњи пут је такво такмичење одржано 1999. године.
- Клизачка дисциплина која обухвата два пара на леду. У тиму постоји два мушкарца и две жене који изводе фигуре и елементе исте као код спортских парова, само што се оцењује и синхронизованост сва четири учесника.
- Театар на леду, познат и као „балет на леду“ није такмичарског већ извођачког стила. Ово је форма која обухвата групу људи који клижу мање структурно а више синхронизовано као део представе за публику. Дозвољено коришћење пропратних елемената, као и свих могућих костима. Један од познатијих група јесте Национални балет на леду из Санкт Петербурга који је основао Константин Бојарски 1967. године како би приказао класичну оперу на леду.[7] Постоје и верзије за децу са приказима бајки и ликова из цртаних филмова.
- Адађо клизање, форма клизања коју обично виђамо у клизачким представама, где клизач изводи много спектакуларних акробатских подизања али мало или чак и нимало нема појединачних елемената које нормални такмичарски парови морају да ураде.
- Посебни елементи (Special figures), обухвата надметање такмичара у стварању и извођењу оригиналног елемента - фигуре.
- Акробатско клизање, такође познато и као „акробације на леду“ или „Екстремно клизање“, је комбинација циркуских тачака, техничких умећа гимнастичарских уметника, и уметничко клизање. Акробатско клизање уједињује више спортских дисциплина и временом све више постаје популарно у свету.

## Скокови
Скокови у клизању обухватају да клизач у току извођења скочи одражавајући се што више од леда и муњевито се ротирајући што је више могуће у ваздуху, да би на крају што је највише могуће правилније спустио на земљу. Постоји много врста скокова, али сви се идентификују по томе што је неопходно да се клизач одбаци од леда и ротира у ваздуху.
У скоку клизачи ротирају у једном смеру, било у смеру казаљке на сату, било у смеру супротном казаљци на сату. Клизачи могу да изводе и скокове у оба смера, али то није уобичајено на такмичењима.
Постоје шест основних скокова у клизању. Деле се на две категорије:
Скокови који се почињу помоћу врха оштрице на клизаљки (помоћу шпица) су (поређани од најлакшег до најтежег):
1. Тулуп (Toe-loop)Видео приказ скокова
2. Флип (Flip)
3. Луц (Lutz)

Скокови који се раде уз помоћ равног дела оштрице на клизаљки
1. Салхов (Salchow)
2. Ритбергер (Loop)
3. Аксел (Axel)

Од броја ротација изведених у ваздуху током скока зависи од њих да ли ће скок бити једноструки, двоструки, троструки, или чак четвороструки. Већина врхунских клизача мушкараца изводе троструке и четвороструке скокове док врхунске клизачице изводе све троструке скокове и двоструки аксел. Само врло мали број клизачица успешно изводи троструки аксел на такмичењу.
Постоје и варијације скокова. Једна од варијација, позната и као Tano, подразумева да клизач током скока држи једну руку подигнуту високо изнад главе. Име потиче од клизача Брајана Боитана, који је скочио троструки луц са једном подигнутом руком.
Постоји одређени број скокова које се не изводе као појединачан скок али се користе у комбинацијама и секвенцама скокова или корака. Неки од њих су:
1. Ојлер (half-loop)
2. Полу-флип (half-flip)
3. Вали (Walley jump)
4. Скок „шпага“ (Split jump)
5. Кадет (Waltz jump)
6. Аксел са унутрашње ивице (Inside axel)
7. Аксел са доскоком на одскочну ногу (One-foot axel)

Скокови се често изводе у комбинацији скокова.
Да би се серија скокова могла назвати комбинацијом, други (и сваки следећи) скок мора да се изведе непосредним одскоком из доскока претходног скока, не сме обухватати ни кораке, ни окрете, чак ни промену ивице доскочне ноге између скокова.
Серија скокова се назива секвенцом скокова, када осим основних, садржи и помоћне скокове.

## Пируете
Постоје више врста пируета, индентификују се и разликују по различитости позиције руку, ногу, и углу повијености леђа. Пируете се обављају на равном делу оштрице. Упркос популарном мишљењу, пируета се не обавља на заобљеном врху клизаљке—оне су ту првенствено само за скокове.
Пируете се могу изводити на било којој нози. За клизаче који се ротирају у смеру супротном од казаљке на сату, и пируета на левој нози обично се назива предња, док се пируета на десној нози назива задња.
Ускочена пируета је пируета која почиње скоком. Има различитих ускочених пируета - ускочена ласта, ускочена доња, прескочена доња и сл.
Пируете су обавезни елемент у свакој дисциплини клизања.

## Кораци и спирале
Секвенца корака је обавезан елемент у такмичарским програмима. У себи садржи кораке, поскоке и разне врсте окрета, који се изводе по путањи која може бити облика (приближно праве) линије, круга, или у облику латиничног слова с.
Постоји више врста окрета који клизач може користити током извођења:
- тројка
- противтројка
- окрет
- противокрет
- Mohawk корак
- Choctaw корак
- Twizzle, вишеструке ротације на једној нози по линијској путањи

Спирале и њихове секвенце су такође обавезни елемент (у женском појединачном извођењу и слободном саставу спортских парова), и обухватају клизање у позама са слободном ногом подигнутом изнад висине изнад кука у позицију сличној арабески у балету, или „ваги“ у гимнастици. Спирале се изводе клизањем унапред и уназад, на обе ивице, а успешност извођења спирала највише зависи од угла оштрице под којом се клиже..
Неке спиралне секвенце обухватају и спиралу типа „Билман“, подизање ноге у страну, и остале позиције.

## Такмичарски догађаји и оцењивање
Међународна клизачка организација (ISU) је главна у организовању интернационалних аматерских клизачких такмичења. ISU је главни посматрач на светским првенствима и осталим главним клизачким догађајима као што су Зимске Олимпијске игре.
У појединачним и у такмичењима парова, такмичари морају испоштовати две рутине, такозвани „кратки програм“, у којима клизач мора испунити листу потребних елемената које се састоје од скокова, корака и окрета; и такозвани „слободни програм“ или „дугачак програм“, у којима клизач има мало више времена и избора у извођењу елемената. Такмичења плесних парова обично обухватају три фазе: то су "обавезни", „оригинални плес“ који је по такмичењу унапред припремљен и „слободан плес“ (који обухвата музику коју клизачи изаберу по сопственом слободном избору).

### Систем 6.0 оцењивања
Клизање се формално оцењивало по „техничким мерилима“ (за слободан програм), „потребни елементи“ (за кратки програм), и „презентацију“ (у оба програма). Оцене за сваки програм биле су од 0.0 до 6.0 и сваки судија ју је доносио појединачно; Судијске преференце су комбиноване да би се на крају одлучило на које место дотични такмичар стоји у сваком програму. Овакво оцењивање одбачено је 2004. године.

### Нови систем оцењивања
Године 2004, две године после скандала који је уследио на Зимским Олимпијским играма 2002 (где су два спортска пара добила златну медаљу), ISU је прихватио нови систем оцењивања, који је од тада прихваћен на свим главним клизачким такмичењима, укључујући и у то Зимске Олимпијске игре у Торину.
Под новим системом, техничке оцене се сабирају и награђују појединачно за сваки отклизани елемент. Оцењује се техничка вредност као и пет компоненти програма. Оцена за техничку вредност је збир оцена датих за сваки елемент који програм у себи поседује. Сваки елемент прво оцењује технички специјалиста који је прво идентификује. Технички специјалиста такође користи и инстант видео риплеј да би потврдио своју одлуку или је исправио; На пример: тачна позиција ноге приликом почетка скока и дочека на лед. Одлука и оцењивање и техничког специјалисте зависи од успешности и прецизности датог елемента. Група од 12 судија на крају награђује или одузима поене и то од -3 поена до +3 поена. Осталих пет компоненти програма које се оцењују су клизачке способности такмичара, прелази, извођење, кореографија и интерпретација и свака од њих добија оцену у распону од 10 бодова. Оцена за сваку компоненту је просек оцена које дају све судије а највише и најниже се одбацују. Тај број се онда множи са фактором који одређују правила специфична за свако такмичење. Крајња оцена је збир оцене за техничку вредност и оцене компоненти па се тако и мање вешти клизачи, са мање техничких елемената у програму, могу "уметничким приказом" освојити велики број поена. Најбољи клизачи могу да добију до осамдесет поена за кратак програм и до 160 за слободни састав.
Детаљнији опис сваке компоненте је више дато у ISU правилнику под бројем 322.2. Свака компонента је награђивана оценом од 0 до 10, са марком од 5 being која је дефинисана као „просечна“. Тих пет оцена се касније трансформише у програмске оцене одређујући их притом фактор који зависи од тежине програма и нивоа тежине.
За даме сениоре, основни фактор је 0.8 за кратки програм и 1.6 за дужи програм.
Оцењивање у уметничком клизању је субјективно и зависно од судије до судије. Упркос генералном избору да један клизач изгледа „много боље“ од другог, технички је веома тешко рећи шта једног од другог клизача разликује да буде маркиран оценом од 5.5 а другог 5.75 за одређене клизачке елементе.
Број и избор елемената у клизачком програму зависи од догађаја и нивоа такмичења. У сениорском интернационалном нивоу, појединци, као и парови у свој кратком програму садрже до осам техничких елемената. Јединствених осам елемената су посебно детаљно назначена за појединачне клизаче по правилу ISU број 310. Сваки клизач мора да покуша да одради једну комбинацију скокова, два самостална скока, три пируете, и две клизачке секвенце. Осам елемената обухвата сениорске парове у спортском клизању које обухвата два лифта, два скока, две пируете, једну секвенцу корака и једну спиралу смрти (ISU правило бр. 313).
Слободни програм има у себи 14 елемената за парове и мушкарце, а 13 елемената за жене. Детаљи о правилима елемената прописао је ISU правилима у приручнику под бројем 320 и 321. Парови раде 4 лифта, 4 скока, и 6 пируета, кораке, или спиралу. Мушкарци раде 8 скокова, и 6 пируета као и секвенцу корака. Даме раде do 7 скокова, 6 пируета, кораке и спирале.
Скокови урађени у комбинацији су маркирани као самостални елемент са основном оценом једнаком суми основне оцене за индивидуалне скокове. Мада, неке комбинације могу бити и деградиране као „секвенце“, у којем је случају основна оцена 0.8 за суму од индивидуалних скокова. Скокови и елементи сениорских такмичења и њихових основних оцена даје се за четвороструки тулуп (9), троструки Аксел (7.5), троструки лутц (6), троструки флип (5.5), троструки ритбергер (5), троструки салхов (4.5), троструки тулуп (4) и за дупли аксел (3.5).
Оцењивање плесних парова је донекле исто као и код парова и појединаца, само што су код њих подељена правила везане за оцењивање. У обавезном програму, кораци су специфични и постају „елементи“ и дефинисани су за свако извођење. У обавезном програму, не постоји оцена која ће бити дата за кореографију. Уместо тога постоје оцене везане за клизачку вештину и транзицију и дели се са оценом 1.5. У оригиналном плесу постоје 5 техничких елемената. У слободном плесу, тај број се подиже на 9 техничких елемената.
Нови систем оцењивања помера уметничко клизање ближе оцењивању како имају спортови као што су роњење и гимнастика. Такође има претензију да постане много бољи, прецизнији, и професионалнији. Мада у сваком случају, још увек се постављају питања да ли је нови систем оцењивања заиста бољи од старог. Под ISU правилима, судијске оцене су анонимне, што искључује могућност сазнања и симпатизирања једног судије за одређеног представника неке државе. Али опет, постоји притужба да технички специјалисти по мишљењу неких сада имају више моћи да контролишу клизачке оцене.

### Остала такмичења
Постоје такође клизачка такмичења организована за професионалне клизаче од независних промотера. Ова такмичења обухватају правила која постављају људи који су организовали такмичење. Ту не постоји „професионална лига“.
Клизачки институт (ISI), и Међународна клизачка организација, организује своја сопствена такмичења и тестове. Седиште им је оригинално у Минесоти, али се недавно преселила у Далас, у држави Тексас. ISI такмичари су слободни да се такмиче код њих али само под условом ако прође њихова тестирања. Постоји јако мало „квалификационих“ такмичења, али прво пласирани клизачи у већим такмичењима увек упадају директно у такмичење без квалификације. ISI такмичења су посебно популарна у Азијским земљама које још нису пожеле да сарађују са ISU федерацијом и не спадају у њене чланове.